# Беспалова, Мария Александровна
Мари́я Алекса́ндровна Беспа́лова (род. 21 мая 1986, Ленинград) — российская легкоатлетка, специалистка по метанию молота. Выступала за сборную России по лёгкой атлетике в 2000-х и 2010-х годах, победительница и призёрка первенств национального значения, участница летних Олимпийских игр в Лондоне. Представляла Санкт-Петербург и Московскую область. Мастер спорта России международного класса. Ныне многие её результаты аннулированы из-за допинга.

## Биография
Мария Беспалова родилась 21 мая 1986 года в Ленинграде.
Занималась лёгкой атлетикой в санкт-петербургской Школе высшего спортивного мастерства, проходила подготовку под руководством тренеров Ю. Я. Баландина, А. В. Волкова, И. Г. Водолаги, Н. Н. Белобородова.
Впервые заявила о себе в метании молота на международной арене в сезоне 2003 года, когда вошла в состав российской национальной сборной и побывала на юношеском мировом первенстве в Шербруке, откуда привезла награду серебряного достоинства.
В 2004 году участвовала в юниорском мировом первенстве в Гроссето, но не смогла преодолеть предварительный квалификационный этап.
В 2008 году одержала победу в молодёжном зачёте на Кубке Европы по зимним метаниям в Сплите.
В 2009 году победила на зимнем чемпионате России по длинным метаниям в Адлере и стала бронзовой призёркой на летнем чемпионате России в Чебоксарах.
В 2010 году на зимнем чемпионате России по длинным метаниям в Адлере получила бронзу, показала третий результат и на летнем чемпионате России в Саранске.
На чемпионате России 2012 года в Чебоксарах вновь выиграла бронзовую медаль в метании молота. По итогам чемпионата удостоилась права защищать честь страны на Олимпийских играх в Лондоне — с результатом 71,13 метра заняла в финале 11-е место.
После лондонской Олимпиады Беспалова осталась в составе российской легкоатлетической сборной и продолжила принимать участие в крупнейших международных соревнованиях. Так, в 2013 году она представляла страну на домашней Универсиаде в Казани, где с результатом 69,20 метра стала четвёртой.
В 2014 году стала серебряной призёркой на чемпионате России в Казани.
На чемпионате России 2015 года в Чебоксарах добавила в послужной список ещё одну награду бронзового достоинства.
В ноябре 2015 года Антидопинговая комиссия Всероссийской федерации лёгкой атлетики на основании документов, полученных из Международной ассоциации легкоатлетических федераций, дисквалифицировала метательницу молота Марию Беспалову сроком на четыре года — в её пробе были обнаружены следы анаболического стероида дегидрохлорметилтестостерона.
30 марта 2017 года после перепроверки пробы, полученной на Олимпиаде в Лондоне, Международный олимпийский комитет аннулировал результаты Беспаловой на этих Играх.
1 февраля 2019 года стало известно, что Спортивный арбитражный суд на основании доклада Макларена и показаний Григория Родченкова признал 12 российских легкоатлетов виновными в нарушении антидопинговых правил. Среди них оказалась и метательница молота Мария Беспалова. В итоге все её результаты с 17 июля 2012 года по 26 октября 2015 года были аннулированы.